# Ptolemaios (Sohn des Abubos)

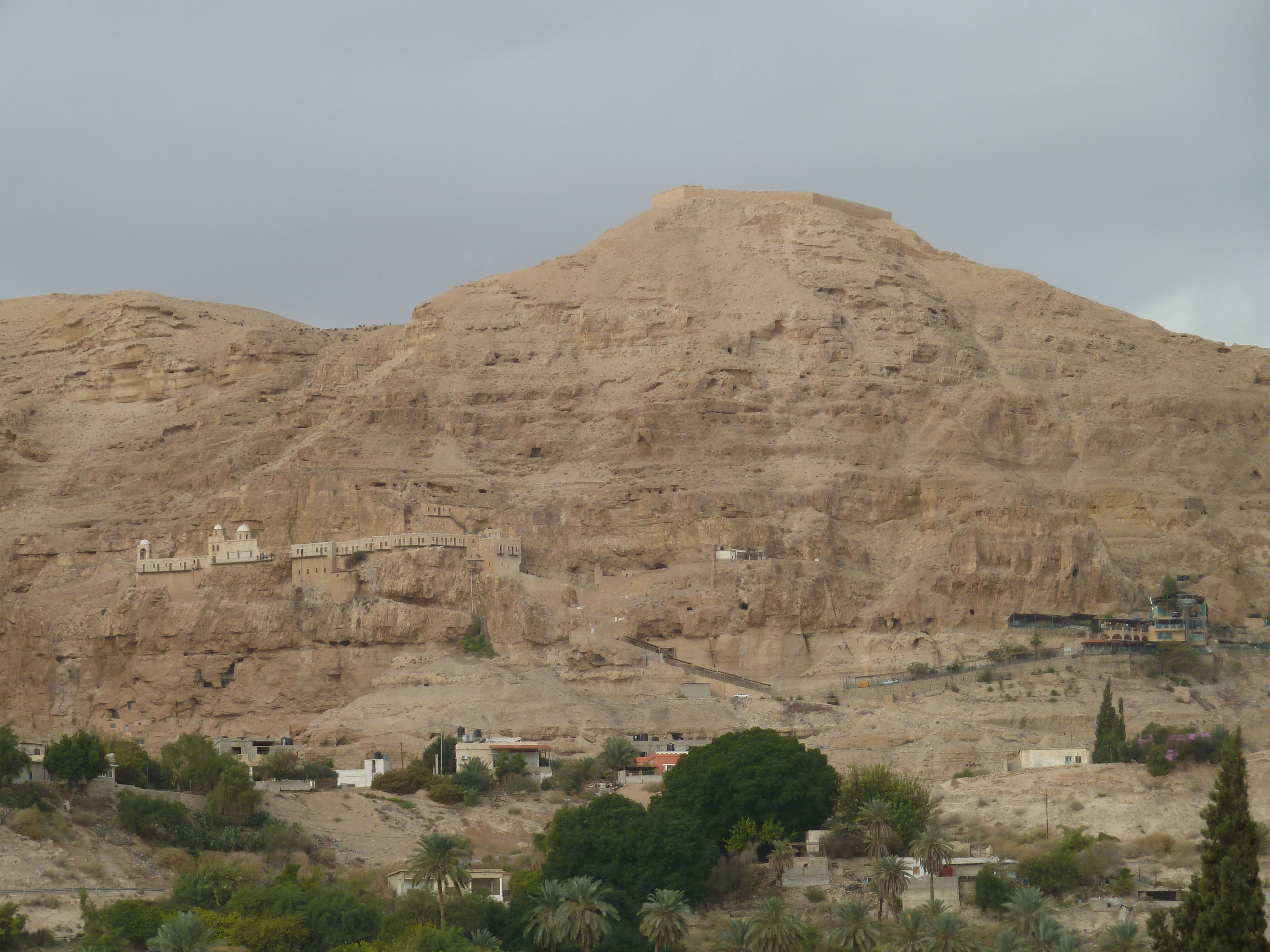
Berg der Versuchung (Ras Qarantal) mit moderner Klostermauer auf dem Gipfel, das vor 1916 begonnene, aber nicht fertig gebaute Kloster befindet sich an der Stelle der hellenistischen Festung Dok (2012)

Ptolemaios, der Sohn des Abubos (altgriechisch Πτολεμαῖος ὁ τοῦ ᾿Αβούβου Ptolemaĩos ho toũ Aboúbou, bl. 135 v. Chr.) war militärischer Befehlshaber (Strategos) in der Gegend von Jericho und Schwiegersohn des jüdischen Hohepriesters und Ethnarchen Simon Makkabäus, den er ermordete.

## Biografie

### Familiärer Hintergrund
Ḥabūb, gräzisiert Abubos, ist ein arabischer Name. Das bedeutet nicht notwendigerweise, dass der Träger kein Jude war, wird aber in der Literatur oft so interpretiert. Uriel Rappaport beispielsweise vermutet, dass die Familie der Abubiden zum Judentum konvertierte und in die Verwaltung des hasmonäischen Staates integriert war. Der Sohn Ptolemaios, dessen Reichtum 1 Makk 16,11  hervorhebt, wurde vom jüdischen Hohepriester und Ethnarchen Simon gefördert: er setzte ihn als Strategos über Jericho und das Jordantal ein und verheiratete ihn mit einer seiner Töchter. Kurz, alles, was Ptolemaios war, verdankte er der Gunst Simons. Dieser konnte nach 1 Makk 14,42  Beamte zur Verwaltung des Landes, des Heeres und der Festungen ernennen. Einer dieser Beamten wäre nach dieser Interpretation Ptolemaios. Von ihm heißt es, dass er die Festung Dok nahe Jericho erbaut habe (1 Makk 16,15 ).
Benedikt Eckhardt schlägt dagegen vor, dass die seleukidische Zentralregierung Ptolemaios als Befehlshaber über Jericho und das Jordantal eingesetzt habe, es fehlten Belege für eine hasmonäische Kontrolle der Region zur Zeit Simons. Das lässt die Heirat mit der Tochter des Jerusalemer Hohepriesters in anderem Licht erscheinen: die Schwäche der seleukidischen Zentralregierung ermöglichte den Hasmonäern wie auch den Abubiden eine semi-autonome Regierung ihres Gebiets, und es war in beiderseitigem Interesse, sich durch Heiraten zu verbinden, um gegenüber Forderungen der Zentralregierung gemeinsam auftreten zu können.

### Anschlag auf Simon und seine Familie
Der Autor des 1. Makkabäerbuchs ist allerdings eindeutig der Meinung, dass die Gegend am Jordan zum Herrschaftsbereich des Jerusalemer Ethnarchen und Hohepriesters Simon gehörte. Er schreibt, dieser „pflegte die Städte im Land zu visitieren und sich um ihre Verwaltungsangelegenheiten zu kümmern.“ So kam Simon mit seinen Söhnen Mattathias und Judas nach Jericho und wurde dort von seinem Schwiegersohn Ptolemaios empfangen. Dieser lud seine Gäste in die Festung Dok ein und veranstaltete dort ein Bankett. Als der Schwiegervater und die beiden Schwäger betrunken waren, ließ er sie durch Bewaffnete, die im Hinterhalt gelegen hatten, ermorden. Die weiteren Maßnahmen geben möglicherweise einen Hinweis auf die Pläne des Ptolemaios:
- An den Seleukidenkönig Antiochos VII. schickte er einen Bericht, „damit er ihm Truppen zur Unterstützung schicke und ihm die Städte und das Land übergebe.“[5]
- Ein Sohn des Simon lebte noch: Johannes Hyrkanos, der den Oberbefehl über das hasmonäische Militär hatte und sich in Geser aufhielt. Ptolemaios schickte Leute, die Hyrkanos ermorden und den Truppenführern reiche Belohnung versprechen sollten, wenn sie sich dem Ptolemaios unterstellten. Hyrkanos wurde allerdings gewarnt und ließ die Mörder töten.
- Ptolemaios sandte Leute aus, um Jerusalem und den Tempelberg unter ihre Kontrolle zu bringen. Wie sich dieser Konflikt weiter entwickelte, wird im 1. Makkabäerbuch nicht beschrieben.

### Belagerung durch Hyrkanos in der Festung Dok
Von Flavius Josephus gibt es zwei Versionen des Attentats und seiner Folgen: eine Darstellung in dem Werk über den Jüdischen Krieg (Josephus behandelt die Hasmonäerzeit im Rahmen der Vorgeschichte dieses Krieges) und eine sehr ähnliche Version in seinem später verfassten Hauptwerk, den Jüdischen Altertümern. Nach der zuerst verfassten Version überfiel Ptolemaios die Familie seines Schwiegervaters während eines Banketts (wo dieses stattfand, wird nicht erwähnt) und nahm seine beiden Schwäger und seine Schwiegermutter gefangen. Meuchelmörder wurden ausgesandt, um den dritten Sohn Johannes Hyrkanos zu beseitigen, der aber vorab gewarnt wurde und Jerusalem unter seine Kontrolle brachte. Er kam damit Ptolemaios zuvor, dem der Einlass nach Jerusalem verwehrt wurde. Daraufhin zog sich Ptolemaios in die Festung Dok zurück. Hyrkanos wurde im Jerusalemer Tempel zum Hohepriester geweiht und brach dann nach Dok auf, um seinen gefangenen Angehörigen zu helfen. Er belagerte die kleine Festung. Ptolemaios ließ seine Gefangenen auf der Mauer vorführen und misshandeln; er drohte, sie zu töten, wenn Hyrkanos nicht abzöge. Dieser war hin- und hergerissen zwischen dem Wunsch, Ptolemaios zu bestrafen, und dem Mitleid mit seiner Mutter und den beiden Brüdern. Die Mutter ermahnte ihn, auf ihre Leiden und den ihr drohenden Tod keine Rücksicht zu nehmen und Ptolemaios zu bestrafen. Hyrkanos zauderte lange. Weil ein Sabbatjahr begann, brach er die Belagerung ab. Ptolemaios tötete seine Geiseln und floh zu Zenon Kotylas, dem Herrscher von Philadelphia. Die Darstellung in den Altertümern unterscheidet sich nur in Einzelheiten (Ptolemaios droht, die Mutter von der Mauer in die Tiefe stürzen zu lassen; er lässt sie geißeln).

## Diskussion
Benedikt Eckhardt erwägt, dass dem Seleukidenherrscher Antiochos VII. die selbständige Regierungsweise des Simon in Judäa zu weit ging. Er habe Ptolemaios beauftragt, den Jerusalemer Ethnarchen zu beseitigen; dafür spricht aus Sicht Eckhardts, dass die erste Maßnahme des Ptolemaios nach dem Anschlag die Berichterstattung an den König war. Er erwartete eine Belohnung.
Edward Dąbrowa sieht in Ptolemaios vor allem einen Militärführer, der von seinen eigenen Truppen unterstützt wurde, zumal er sie gut bezahlen konnte. Der Hauptteil der judäischen Armee stand trotz entsprechender Angebote loyal zu den Hasmonäern. Dass es Ptolemaios aber gelang, seine Attentatspläne strikt geheim zu halten, spreche dafür, dass er Unterstützung aus der Bevölkerung hatte.
Kenneth Atkinson erörtert, wie der Abbruch der Belagerung von Dok zu verstehen ist. Josephus stelle es in den Altertümern so dar, dass Juden in einem Sabbatjahr so wenig kämpfen dürfen wie am Sabbat. Hyrkanos hatte demnach keine Wahl: er musste die Belagerung aufheben und seine Angehörigen ihrem Schicksal überlassen. Dabei ist allerdings auffällig, dass die Hasmonäer bereit waren, am Sabbat zu kämpfen, was in 1 Makk 2,41  erläutert wird. Bei den häufig militärisch aktiven Hasmonäern ist schwer vorstellbar, dass ihre Armee alle sieben Jahre ein ganzes Jahr lang pausiert hätte.

## Nachwirken
In Dante Alighieris Inferno gibt es im neunten Kreis der Hölle einen Ort namens Ptolemaea (Tolomea), der den Verrätern vorbehalten ist. Die Mehrheit der Kommentatoren sieht hier eine Anspielung auf Ptolemaios, den Sohn des Abubos, die auf seinen Mordanschlag in Dok Bezug nimmt. Eine Minderheit deutet diese Stelle auf den ägyptischen Herrscher Ptolemaios XIII., der Gnaeus Pompeius Magnus ermorden ließ. Dass Dante auf beide Träger des Namens Ptolemaios anspielen wollte, ist ebenfalls möglich.